# Maria José Aguiar
Maria José Marinho de Aguiar (Barcelos, 1948) é uma artista plástica portuguesa.  Seu trabalho é marcado pelo uso da linguagem pictural e das temáticas feministas relacionadas ao sexo e as questões de gênero.
Foi a primeira mulher a lecionar Atelier de Pintura no curso de Artes Plásticas da Faculdade de Belas Artes da Universidade do Porto, atividade que manteve entre 1973-2009.

## Percurso
Depois que completou o curso de Pintura na Escola Superior de Belas Artes do Porto (ESBAP), em 1972, Maria José começou a fazer exposições que na altura já a levaram a ter algum reconhecimento na mídia e, paralelamente a isso, começou a lecionar na ESBAP. 
No da década de setenta, a pintora teve o primeiro contacto com a Pop Art, em Portugal, na Fundação Calouste Gulbenkian, conhecendo assim um estilo diferente do que lhe fora ensinado na Academia e que lhe abriu novas possibilidades, como a utilização de manchas cor plana bem delimitadas, que já havia experimentado quando pintava grandes cartazes a guache, mas que a partir daí reviu como possibilidade para os seus novos projectos artísticos, fazendo a ponte entre a sua aprendizagem académica de jovem adulta e o desenvolvimento de códigos de raiz mais popular (quer da tradição artesanal minhota, quer nas novas referências mais urbanas, como capas de discos e revistas) que a acompanhavam desde cedo e que até então não encontravam um enquadramento pictórico para a sua conciliação.
Realizou a sua primeira exposição individual na Galeria Alvarez, em 1973, no Porto.  Em 1974 expôs na Galeria Espaço e em 1977 na Galeria Módulo, no Porto. Atualmente alguns dos seus trabalhos integram a exposição Zéro de Conduite: Obras da Coleção de Serralves com curadoria de João Ribas, Ricardo Nicolau e Paula Fernandes, no Museu de Arte da Fundação de Serralves, no Porto,  e a exposição PósPop. Fora do Lugar Comum com curadoria de Ana Vasconcelos e Patrícia Rosas, na Fundação Calouste Gulbenkian, em Lisboa. 
Maria José foi uma das primeiras artistas portuguesas que focaram nas questões de género, ainda durante a ditadura, antes do 25 de Abril. Partindo das suas percepções pessoais sobre género e corpo, a sua apresentava um imaginário autorreferencial de características autobiográficas, o que implicou para a autora, assim como para outras/os artistas da época, dificuldades de manifestação e integração artística, devido aos mecanismos de censura do regime do Estado Novo. Influenciada pela pop art, Maria José Aguiar criou uma série de obras intitulada de Marcas, que gerou polémica no contexto artístico português da época. À semelhança de obras anteriores, essa série problematiza questões de género e as relações de poder inscritas nos corpos biológicos. Em Marcas, é possível ver uma série de falos representados, estilizados e serializados formando um padrão decorativo. São, portanto, banalizados, desapropriados da sua unicidade, desconectados dos portadores. Catarina Sousa Carneiro descreve que, nesse projeto [...] o pénis torna-se módulo/padrão, invadindo o espaço, completamente despersonalizado, lembrando, nessa repetição, processos de organização formal minimais […]. O falo vê-se esvaziado de poder simbólico e reduzido a marca indiscriminada, despido da sua individualidade e, portanto, da sua heroicidade; […] para se transformarem em signos [...].

## Prémios
- 1987 Prémio Amadeu de Souza-Cardoso (3º lugar) [4]

## Obra
A obra de Maria José Aguiar está presente em várias coleções portuguesas: Fundação Calouste Gulbenkian (Lisboa); Museu Nacional de Soares dos Reis (Porto); Secretaria de Estado da Cultura(Portugal); Caixa Geral de Depósitos. 